# Glomus pellucidum
Glomus pellucidum är en svampart som beskrevs av McGee & Pattinson 2002. Glomus pellucidum ingår i släktet Glomus och familjen Glomeraceae.   Inga underarter finns listade i Catalogue of Life.